# Clouddemy
Clouddemy es un ecosistema de educación y emprendimiento en la nube el cual ofrece cursos masivos de forma gratuita sin importar el lugar de origen, género o estatus social. Actualmente incluye instituciones, empresas y academias para la creación de estos cursos, aunado a esto, la plataforma contempla la colaboración activa entre los participantes mediante meetups, creación de startups a través de mentoraje, financiamiento mediante micromecenazgo, capital riesgo o angel, creación automática de cv de acuerdo a los cursos que se hayan concluido y vinculación entre estudiantes y posibles empleadores (empresas).

## Historia
Fue fundada por los alumnos de la Escuela Superior de Cómputo del Instituto Politécnico Nacional (IPN) de México, Arturo Raymundo Aguirre Pacheco y Guillermo Pérez Carranza en agosto de 2013 con el lanzamiento del curso "Java SE 7".

Actualmente la empresa se encuentra incubada en el Centro de Incubación de Empresas de Base Tecnológica (CIEBT) del IPN.

## Cursos
Todos los cursos ofrecidos por Instituciones son "accesibles de forma gratuita", sin embargo, las academias independientes pueden optar o no por fijar costos en cada curso que estén impartiendo. Cada curso incluye videos de 5 a 10 minutos sobre diferentes temas y tareas que deben presentarse, la duración de cada curso es de aproximadamente 6 semanas.
Los elementos que contiene cada curso son los siguientes:
- Videos
- Cuestionarios
- Hipervínculos
- Recursos Propios
- Foro de Discusión
- Examen Final

Hay 2 cursos que actualmente son ofrecidos. Ejemplos de los cursos incluidos:
- Java SE 7
- Desarrollo de aplicaciones Android

## Modelo de Negocio
El contrato entre Clouddemy e instituciones participantes contiene una lista de formas para generar ingresos, incluyendo un modelo freemium donde existe la posibilidad de realizar el curso completo de forma gratuita y se cobra por algunos complementos, como la certificación y tutorías. 
Otro modelo de generar ingresos es el de ofrecer a los empleadores estadísticas y analíticas con datos sobre los alumnos o usuarios que puedan serles de interés para reclutar empleados o para sus estudios de mercado.

La institución puede optar por:
- Producir sus propios cursos.
- Clouddemy se encarga de producir los cursos para la institución, brindando ésta a su personal docente.

El costo para las academias independientes se dividen en 40% para la plataforma y 60% para la academia.
Para el módulo de micromecenazgo, Clouddemy recolecta el 5% del total de lo recaudado por los proyectos que logren alcanzar su meta de financiamiento.
Los ingresos de la plataforma provienen de la siguiente manera:
1. Certificación
2. Cobro del 30% para academias independientes
3. Reclutamiento de empleados
4. Producción de cursos
5. Cobro del 5% por proyectos financiados exitosamente a través de micromecenazgo
6. Patrocinios

## Impacto educacional
Bajo el modelo de educación abierta en la nube cualquier persona con acceso a Internet tiene la capacidad de recibir una educación de alta calidad, con cursos de especialización.

## Mercado objetivo
El mercado objetivo son estudiantes iberoamericanos de nivel medio superior y superior.Tan solo en México existen 3.5 millones de estudiantes matriculados en educación superior y 4.5 millones para media-superior.
Deloitte estima un aumento del 100% respecto a 2012 en el número de inscripciones a los cursos MOOC. Se prevé que este año se impartan 10 millones de cursos en línea. Según la consultora, estos cursos a distancia seguirán abriéndose camino, hasta el punto en que se estima que 1 de cada 10 cursos que se realicen en el mundo en 2020, será un MOOC.

## Infraestructura IT
Clouddemy se ejecuta sobre un servidor web Apache con sistema operativo Linux en la plataforma de Amazon Web Services. Los datos se almacenan en Amazon S3 y los servidores de bases de datos se ejecutan en una instancia de RDS.